# 라자 요가
라자 요가(Raja yoga)는 고대 요가 박티요가, 즈냐냐 요가, 카르마 요가와 함께 고대 4대 요가 중 한가지이다. 라자는 심신을 훈련함을 통해 해탈을 얻는 요가 방법으로 몸과 마음을 수양해야 한다. 지금의 다이어트를 위한 요가라고 일컬어지고 이뤄지고 있는 요가는 하타 요가(Hatha yoga) 로 라자 요가에서 나온 요가(yoga)의 한 종류이다.
힌두교 철학에서는 이를 간단히 요가라고 부른다.

## 최고중의 최고
라자(Rāja, 산스크리트어 : राज)는 '최고의 최고'또는 '왕'을 의미한다. 따라서 라자 요가는 '요가의 최고중의 최고'를 의미한다.
라자 요가라는 용어의 역사적 사용은 현대적인 사용과는 매우 다른 맥락에서 발견된다. 즉 고대와 중세의 산스크리트어 텍스트에서 그것은 요가 수행의 가장 높은 상태를 의미했다 이는 명상(瞑想·冥想,meditation)의 수행단계인 사마디(samadhi,삼매)에 도달하는 것을 의미한다.

## 같이 보기
- 요가 운동
- 바이오 피드백